# 지방도 제333호선
지방도 제333호선은 충청북도 음성군 금왕읍 호산리 도계와 양평군 강하면 왕창리를 잇는 경기도의 지방도이다. 본래 노선의 기점은 충청북도 음성군 금왕읍 호산리에 위치한 호산사거리부터 시작하는 것으로 오해하기 쉬우나 실제 기점은 이보다 북쪽으로 약 120m 더 가서 나오는 경기도와 충청북도의 도계이며, 과거 지방도 제515호선였던 지방도 제513호선과 직결되는 구조다. 남여주 나들목을 통해 중부내륙고속도로를 이용할 수 있다.
2010년 지방도 제515호선이 폐지되면서 지방도 제515호선 전 구간이 통합되었다가 괴산군 청천면 도원삼거리 ~ 음성군 대소면 태생리 67.87 km 구간이 지방도 제533호선으로, 음성군 대소면 태생리 ~ 금왕읍 호산리 구간이 지방도 제513호선으로 분할되면서 다시 경기도 구간만 남게 되었다.

## 연혁
- 2005년 3월 28일 : 기존 지방도 제333호선인 '평택 ~ 포곡선'을 폐지[1]
- 2005년 3월 28일 : 지방도 제333호선을 새로 지정[2]
- 2010년 9월 : 지방도 제515호선 구간이 이 지방도로 편입[3]
- 2017년 2월 24일 : 2018년 12월 31일까지 괴산 ~ 청천 도로 보수공사를 위해 괴산군 청천면 화양리 200m 구간 도로구역 변경[4]
- 2017년 4월 28일 : 2018년 1월 31일까지 음성 ~ 선정 도로 보수공사로 인한 선형 변경으로 음성군 삼성면 선정리 280m 구간 도로구역 변경[5]
- 2017년 7월 7일 : 괴산군 청천면 화양리 ~ 음성군 대소면 태생리 67.87 km 구간이 지방도 제533호선으로, 음성군 대소면 태생리 ~ 금왕읍 호산리 구간이 지방도 제513호선으로 분할[6]
- 2017년 11월 17일 : 여주 ~ 가남간 도로(여주시 창동 ~ 여주시 가남읍 건장리) 813.18 km 구간 확장 개통, 기존 여주시 연라동 ~ 가남읍 삼군리 총 2.78 km 구간 폐지[7]
- 2021년 12월 30일 : 여주시 가남읍 태평리 ~ 건장리 740m 구간 개량 개통, 기존 구간 폐지[8]

## 주요 경유지

### 본래 노선
- 이천시
  - 율면 지방도 제515호선 노선과 직결 - 석산리 - 오성삼거리 - 고당사거리 - 고당삼거리 - 고당교
  - 설성면 고당교 - 반월성삼거리 - 설성 교차로 - 행죽리 - 장능리 - 금당리 - 설성문화마을사거리 - 장천거리 - 수산리 - 상봉리 - 송계리
  - 대월면 군량리 - 송라리
- 여주시
  - 가남읍 태평사거리 - 가남읍사무소 - 전천교 - 삼군리 - 삼군사거리 - 본두교 - 본두리 - KCC 여주공장 - 남여주 나들목
  - 세종대왕면 오계교차로
  - 연라동 - 연라초등학교 - 월송 교차로 - 여주소방서, 여주종합운동장 - 도장교사거리 - 하리사거리 - 하동교삼거리 - 세종대왕릉삼거리
  - 세종대왕면 장자터 교차로 - 세종대왕릉 교차로 - 효종대왕릉 교차로 - 왕대리 - 여주보 - 백석리 - 백석 교차로 - 율극교
  - 흥천면 율극리 - 귀백삼거리 - 상백리 - 상백교 - 복대사거리 - 계신리 - 계신교
  - 금사면 계신교 - 이포초등학교 - 서원사거리 - 이포대교사거리 - 이포보 - 외평리 - 금사교삼거리 - 금사리 - 이포초등학교 하호분교 - 하호리 - 상호리 - 범실고개
  - 산북면 범실고개 - 후리 - 상품초등학교 - 상품 교차로 - 주어리 - (미개통 구간 : 명품리 ~ )
- 양평군
  - 강하면 (미개통 구간 : ~ 항금리) - 동오리 - 왕창리 - 강하교 동단

## 중복 구간
- 음성군 삼성면 삼성사거리 ~ 금왕읍 내곡삼거리 : 지방도 제329호선과 중복
- 여주시 금사면 이포초등학교 ~ 이포대교사거리 : 국가지원지방도 제70호선과 중복
- 여주시 금사면 이포대교사거리 ~ 금사교삼거리 : 국가지원지방도 제88호선과 중복

## 도로명
- 음성군 금왕읍 내곡삼거리 ~ 호산리 : 금율로

경기도
- 이천시 율면 석산리 ~ 설성면 제요리 : 금율로
- 이천시 설성면 제요리 ~ 장천삼거리 : 진상미로
- 이천시 설성면 장천삼거리 ~ 여주시 가남읍 태평사거리 : 설가로
- 여주시 가남읍 태평사거리 ~ 전천교 서단 : 태평중앙1길
- 여주시 가남읍 전천교 서단 ~ 전천교 동단 : 태평로
- 여주시 가남읍 전천교 동단 ~ 월송 교차로 : 여주남로
- 여주시 월송 교차로 ~ 도장교사거리 : 우암로
- 여주시 도장교사거리 ~ 세종대왕면 백석 교차로 : 영릉로
- 여주시 세종대왕면 백석 교차로 ~ 금사면 이포초등학교 : 능북로
- 여주시 금사면 이포초등학교 ~ 이포대교사거리 : 이여로
- 여주시 금사면 이포대교사거리 ~ 금사교삼거리 : 금사로
- 여주시 금사면 금사교사거리 ~ 산북면 상품 교차로 : 금품1로
- 여주시 산북면 상품 교차로 ~ 주어리 : 주어로
- 양평군 강하면 항금리 ~ 강하교 동단 : 강하1로